# Premiership 2013-2014 (Irlanda del Nord)
La NIFL Premiership 2013-2014, nota anche come Danske Bank Premiership per motivi di sponsorizzazione, è stata la sesta edizione della massima serie del campionato nordirlandese di calcio dopo la sua riforma, la prima con la nuova denominazione di NIFL Premiership. La stagione è iniziata il 10 agosto 2013 ed è terminata il 26 aprile 2014. Il Cliftonville, detentore del titolo, ha saputo riconfermarsi campione per il secondo anno consecutivo.

## Novità
Donegal Celtic, perdente dello spareggio promozione-retrocessione, e Lisburn Distillery, dopo essersi piazzato all'ultimo posto nella stagione 2012-2013, sono retrocessi in Championship. Al loro posto sono stati promossi il Warrenpoint Town, vincitore dello spareggio promozione-retrocessione, e Ards, vincitore dell'Championship.

## Regolamento
Le 12 squadre partecipanti si affrontano in un triplo girone di andata-ritorno-andata, per un totale di 33 giornate. Al termine, le squadre sono divise in due gruppi di 6, in base alla classifica; ogni squadra affronta poi per la quarta volta le altre formazioni del proprio gruppo.

La squadra campione d'Irlanda del Nord è ammessa al primo turno di qualificazione della UEFA Champions League 2014-2015.

La seconda e la terza classificata sono ammesse al primo turno di qualificazione della UEFA Europa League 2014-2015.

L'11ª classificata affronta in uno spareggio promozione-retrocessione la seconda classificata dell'Championship.

L'ultima classificata retrocede direttamente in Championship.

## Squadre partecipanti
| Club               | Città          | Stadio                | Posizione 2012-2013 |
| ------------------ | -------------- | --------------------- | ------------------- |
| Ards Rangers       | Bangor         | Clandeboye Park       | 1° in Championship  |
| Ballinamallard Utd | Ballinamallard | Ferney Park           | 5º posto            |
| Ballymena Utd      | Ballymena      | Ballymena Showgrounds | 8º posto            |
| Cliftonville       | Belfast        | Solitude              | Campione            |
| Coleraine          | Coleraine      | Coleraine Showgrounds | 6º posto            |
| Crusaders          | Belfast        | Seaview               | 2º posto            |
| Dungannon Swifts   | Dungannon      | Stangmore Park        | 10º posto           |
| Glenavon           | Lurgan         | Mourneview Park       | 9º posto            |
| Glentoran          | Belfast        | The Oval              | 4º posto            |
| Linfield           | Belfast        | Windsor Park          | 3º posto            |
| Portadown          | Portadown      | Shamrock Park         | 7º posto            |
| Warrenpoint Town   | Dungannon      | Stangmore Park        | 2° in Championship  |

## Prima Fase

### Classifica
|  | Pos. | Squadra            | Pt | G  | V  | N  | P  | GF | GS | DR  |
|  | ---- | ------------------ | -- | -- | -- | -- | -- | -- | -- | --- |
|  | 1.   | Linfield           | 72 | 33 | 22 | 6  | 5  | 71 | 36 | +35 |
|  | 2.   | Cliftonville       | 70 | 33 | 21 | 7  | 5  | 73 | 36 | +37 |
|  | 3.   | Crusaders          | 60 | 33 | 16 | 12 | 5  | 57 | 31 | +26 |
|  | 4.   | Portadown          | 58 | 33 | 17 | 7  | 9  | 71 | 45 | +26 |
|  | 5.   | Glentoran          | 50 | 33 | 13 | 11 | 9  | 47 | 35 | +12 |
|  | 6.   | Glenavon           | 48 | 33 | 14 | 6  | 13 | 68 | 63 | +5  |
|  | 7.   | Ballymena Utd      | 44 | 33 | 13 | 5  | 15 | 45 | 54 | -9  |
|  | 8.   | Dungannon Swifts   | 36 | 33 | 10 | 6  | 17 | 43 | 59 | -16 |
|  | 9.   | Coleraine          | 34 | 33 | 8  | 10 | 15 | 47 | 58 | -11 |
|  | 10.  | Ballinamallard Utd | 30 | 33 | 8  | 6  | 19 | 28 | 67 | -39 |
|  | 11.  | Warrepoint Town    | 29 | 33 | 8  | 5  | 20 | 36 | 66 | -30 |
|  | 12.  | Ards Rangers       | 21 | 33 | 6  | 3  | 24 | 41 | 77 | -36 |

Legenda:

      Ammesse alla poule scudetto

      Ammesse alla poule retrocessione

### Risultati
|                    | Ard     | Bmd      | Bal     | Cli     | Col     | Cru     | Dun     | Gln     | Glt     | Lin     | Por     | War     |
| ------------------ | ------- | -------- | ------- | ------- | ------- | ------- | ------- | ------- | ------- | ------- | ------- | ------- |
| Ards Rangers       | ––––    | 4-1      | 2-0 0-0 | 0-4 2-3 | 3-1     | 1-4     | 2-3 1-3 | 1-2     | 0-0 2-1 | 1-3     | 3-1 1-2 | 1-2     |
| Ballinamallard Utd | 1-0     | ––––     | 1-0     | 0-2     | 1-1     | 1-0 1-2 | 1-1     | 0-2 1-2 | 1-4 0-3 | 1-2     | 2-1     | 3-0 2-3 |
| Ballymena Utd      | 4-2     | 2-0 1-0  | ––––    | 0-1 1-3 | 2-2     | 1-0     | 2-1     | 3-6 2-1 | 3-4     | 1-4 1-2 | 2-1     | 0-1 3-2 |
| Cliftonville       | 4-2     | 1-0 5-0  | 2-1     | ––––    | 1-3 2-0 | 0-2 4-0 | 2-2     | 2-1     | 4-1     | 3-0 1-0 | 1-2 0-1 | 1-1     |
| Coleraine          | 2-1 2-0 | 1-2 1-1  | 2-3     | 3-4     | ––––    | 2-2 1-0 | 0-2     | 3-2     | 1-3     | 2-3 0-0 | 2-2 2-3 | 3-2 3-0 |
| Crusaders          | 4-2 4-1 | 2-1      | 1-2 1-0 | 1-1     | 4-0     | ––––    | 1-1 5-1 | 3-0 2-2 | 0-0 2-1 | 2-0     | 2-2     | 2-0     |
| Dungannon Swifts   | 1-0     | 1-0 1-1  | 2-3     | 1-1 1-2 | 1-0 0-2 | 0-1     | ––––    | 3-3     | 1-2 0-1 | 1-0     | 0-5     | 1-2     |
| Glenavon           | 4-1 3-1 | 2-3      | 0-0     | 1-0 2-5 | 2-2 3-1 | 2-2     | 1-3 3-2 | ––––    | 1-2 2-3 | 1-3     | 3-2 4-2 | 3-1     |
| Glentoran          | 5-0     | 0-0      | 0-0 3-0 | 1-1 0-0 | 1-1     | 0-3     | 2-1     | 0-0     | ––––    | 1-2 0-1 | 0-2 2-2 | 3-0 1-2 |
| Linfield           | 5-2 3-3 | 3-0 6-0  | 4-1     | 2-4     | 1-0     | 0-0 1-1 | 2-0 3-0 | 3-2 2-1 | 0-0     | ––––    | 3-2     | 5-1     |
| Portadown          | 2-0     | 11-0 1-0 | 1-0     | 3-3     | 2-0     | 0-1 1-1 | 2-1 4-2 | 2-4     | 2-1     | 1-1 1-2 | ––––    | 2-0 3-0 |
| Warrenpoint Town   | 2-0 0-2 | 2-2      | 0-2     | 2-4 0-2 | 2-1     | 1-1     | 2-3 0-1 | 1-2 2-1 | 0-1     | 0-2 2-3 | 2-2     | ––––    |

## Poule scudetto
Le squadre mantengono i punti conquistati nella stagione regolare.

### Classifica
|  | Pos. | Squadra      | Pt | G  | V  | N  | P  | GF | GS | DR  |
|  | ---- | ------------ | -- | -- | -- | -- | -- | -- | -- | --- |
|  | 1.   | Cliftonville | 85 | 38 | 26 | 7  | 5  | 88 | 39 | +49 |
|  | 2.   | Linfield     | 79 | 38 | 24 | 7  | 7  | 81 | 46 | +35 |
|  | 3.   | Crusaders    | 66 | 38 | 18 | 12 | 8  | 67 | 42 | +25 |
|  | 4.   | Portadown    | 62 | 38 | 18 | 8  | 12 | 77 | 53 | +24 |
|  | 5.   | Glentoran    | 59 | 38 | 16 | 11 | 11 | 54 | 42 | +12 |
|  | 6.   | Glenavon     | 51 | 38 | 15 | 6  | 17 | 75 | 79 | -4  |

Legenda:

      Campione dell'Irlanda del Nord e ammessa alla UEFA Champions League 2014-2015

      Ammesse alla UEFA Europa League 2014-2015

Note:

Tre punti a vittoria, uno a pareggio, zero a sconfitta.

### Risultati
|              | Cli  | Cru  | Gln  | Glt  | Lin  | Por  |
| ------------ | ---- | ---- | ---- | ---- | ---- | ---- |
| Cliftonville | –––– | 3-2  | 5-0  | 2-0  |      |      |
| Crusaders    |      | –––– |      |      | 2-3  | 3-1  |
| Glenavon     |      | 1-3  | –––– |      | 2-5  |      |
| Glentoran    |      | 3-0  | 0-4  | –––– |      |      |
| Linfield     | 1-3  |      |      | 0-2  | –––– | 1-1  |
| Portadown    | 0-2  |      | 3-0  | 1-2  |      | –––– |

## Poule retrocessione

### Classifica
|  | Pos. | Squadra            | Pt | G  | V  | N  | P  | GF | GS | DR  |
|  | ---- | ------------------ | -- | -- | -- | -- | -- | -- | -- | --- |
|  | 1.   | Ballymena Utd      | 47 | 38 | 13 | 8  | 17 | 48 | 59 | -11 |
|  | 2.   | Dungannon Swifts   | 44 | 38 | 12 | 8  | 18 | 49 | 66 | -17 |
|  | 3.   | Coleraine          | 42 | 38 | 10 | 12 | 16 | 51 | 61 | -10 |
|  | 4.   | Ballinamallard Utd | 39 | 38 | 10 | 9  | 19 | 35 | 70 | -35 |
|  | 5.   | Warrepoint Town    | 36 | 38 | 10 | 6  | 22 | 43 | 72 | -29 |
|  | 6.   | Ards Rangers       | 24 | 38 | 6  | 6  | 26 | 44 | 83 | -39 |

Legenda:

      Retrocessa in IFA Championship 2014-2015

Note:

Tre punti a vittoria, uno a pareggio, zero a sconfitta.

### Risultati
|                    | Ard  | Bmd  | Bal  | Col  | Dun  | Warr |
| ------------------ | ---- | ---- | ---- | ---- | ---- | ---- |
| Ards Rangers       | –––– | 0-0  |      | 0-1  |      | 2-2  |
| Ballinamallard Utd |      | –––– | 0-0  | 2-1  | 2-2  |      |
| Ballymena Utd      | 1-1  |      | –––– |      | 1-2  |      |
| Coleraine          |      |      | 1-1  | –––– | 0-0  |      |
| Dungannon Swifts   | 2-0  |      |      |      | –––– | 0-4  |
| Warrenpoint Town   |      | 0-3  | 1-0  | 0-1  |      | –––– |

## Classifica marcatori
| Gol |  |  | Giocatore         | Squadra                                 |
| --- |  |  | ----------------- | --------------------------------------- |
| 27  |  |  | Joe Gormley       | Cliftonville                            |
| 23  |  |  | Darren Murray     | Portadown                               |
| 22  |  |  | Andrew Waterworth | Linfield                                |
| 21  |  |  | Liam Boyce        | Cliftonville                            |
| 19  |  |  | Gary Twigg        | Portadown                               |
| 16  |  |  | Darren Boyce      | Ballymena Utd (4) Dungannon Swifts (12) |
| 16  |  |  | Jordan Owens      | Crusaders                               |
| 14  |  |  | Guy Bates         | Glenavon                                |
| 14  |  |  | Paul Heatley      | Crusaders                               |
| 13  |  |  | Daniel Hughes     | Warrepoint Town                         |
| 10  |  |  | Eoin Bradley      | Coleraine                               |
| 10  |  |  | William Faulkner  | Ards Rangers                            |
| 10  |  |  | Gary McCutcheon   | Crusaders                               |

## Verdetti
- Campione dell'Irlanda del Nord:  Cliftonville
- In UEFA Champions League 2014-2015:  Cliftonville
- In UEFA Europa League 2014-2015:  Linfield,  Crusaders
- Retrocesse in Championship: Ards Rangers